# Монфорте-д'Альба
Монфорте-д'Альба (італ. Monforte d'Alba, п'єм. Monfòrt) — муніципалітет в Італії, у регіоні П'ємонт,  провінція Кунео.
Монфорте-д'Альба розташоване на відстані близько 480 км на північний захід від Рима, 60 км на південь від Турина, 40 км на північний схід від Кунео.
Населення — 1951 особа (2023).
Щорічний фестиваль відбувається 5 серпня. Покровитель — Madonna della Neve.

## Демографія
Населення за роками:

Станом на 1 січня 2023 року в муніципалітеті офіційно проживало 297 іноземців з 33 країн, серед них 147 громадян країн Євросоюзу та 4 громадяни України.

## Сусідні муніципалітети
- Бароло
- Кастільйоне-Фаллетто
- Дольяні
- Монк'єро
- Новелло
- Роддіно
- Серралунга-д'Альба